# Hanko Kagurazaka
Hanko Kagurazaka, em japonês: 神楽坂はん子 (nome verdadeiro Tamako Suzuki; 24 de março de 1931 - 10 de junho de 1995) foi uma cantora de gueixas durante o período Showa.

## Biografia
Nasceu em 24 de março de 1931 em Tóquio. Aos 16 anos, ela se tornou uma gueixa em Kagurazaka contra a vontade de seus pais, que administravam um restaurante em Tóquio. Depois, o compositor Masao Koga e o letrista Yaso Saijo vieram (apresentados por Manjomemasa) e tocaram ``Arirang'', que Koga gostou e disse: ``Sua personalidade descontraída, tal como sua observação.  “Eu odeio casas”, atraiu sua atenção, e ele foi observado pela Columbia.
Em abril de 1952, ela estreou com o trabalho de Koga “ This Wasn't Me ”.  A música se tornou um sucesso mesmo sendo sua música de estreia, e em setembro do mesmo ano, `` Geisha Waltz' ', que foi criada para competir com ``Tennessee Waltz'' de Eri Chiemi , foi um sucesso. grande sucesso. Torna-se um cantor famoso. Depois disso, ele lançou uma série de canções de sucesso como "I've Never Seen You Like This" (1950), "Don't Look at the Moon" (1950) e "Yunomachi Tsubaki". (1950). Além disso, participou do NHK Kouhaku Uta Gassen por dois anos consecutivos. Victor era tão popular que uma cantora chamada Ukiko Kagurazaka apareceu, mas ela se aposentou em 1955 a pedido de seu subscritor. Foi divulgado publicamente que ele estava se aposentando para se casar.
Em 1968 , voltou repentinamente a cantar. Quando ela voltou ao trabalho, ela saiu da casa onde morava e teria dito aos envolvidos: “Eu queimei os últimos 13 anos da minha vida como mulher”. Após retornar ao Japão, ingressou na gravadora Nippon Crown , e depois retornou ao seu antigo clube Columbia, onde regravou seus antigos sucessos. Ele apareceu em vários programas de TV, como `` Nostalgic Songs '' do Tokyo Channel 12 e cantou uma série de canções de sucesso como ``Geisha Waltz''.
No entanto, desde o final da década de 1970, desapareceu novamente. Devido a seus próprios fracassos comerciais, ele se aposentou completamente das atividades de canto. Depois disso, ele nunca mais voltou e, em 10 de junho de 1995 , faleceu silenciosamente de câncer de fígado no Hospital Bunan, na cidade de Kawaguchi , província de Saitama . Morreu aos 64 anos. Garrafas de Shochu estavam espalhadas pela casa onde o homem morava sozinho.
Não é exagero dizer que Kagurazaka Hanko é responsável por tornar o nome do lugar Kagurazaka famoso em todo o país. Kagurazaka Ukiko, que a admirava e se tornou cantora, fez uma declaração semelhante no `` Showa Kayo Dai Complete Works Vol 27'' ( TV Tokyo ) transmitido em 2006.